# 埃斯库查
埃斯库查，是西班牙阿拉贡自治区特鲁埃尔省的一个市镇。总面积42平方公里，总人口1090人（2001年），人口密度26人/平方公里。